# U-Bahnhof Odeonsplatz
Der U-Bahnhof Odeonsplatz in München ist neben dem Hauptbahnhof und dem Sendlinger Tor ein weiterer Kreuzungsbahnhof der U-Bahnstammstrecken. In diesem Fall treffen die Linien U3, U4, U5 und U6 aufeinander. Die beiden Bahnsteige befinden sich im Norden der Altstadt unter dem Odeonsplatz.

## U-Bahn

### Linien U3 und U6

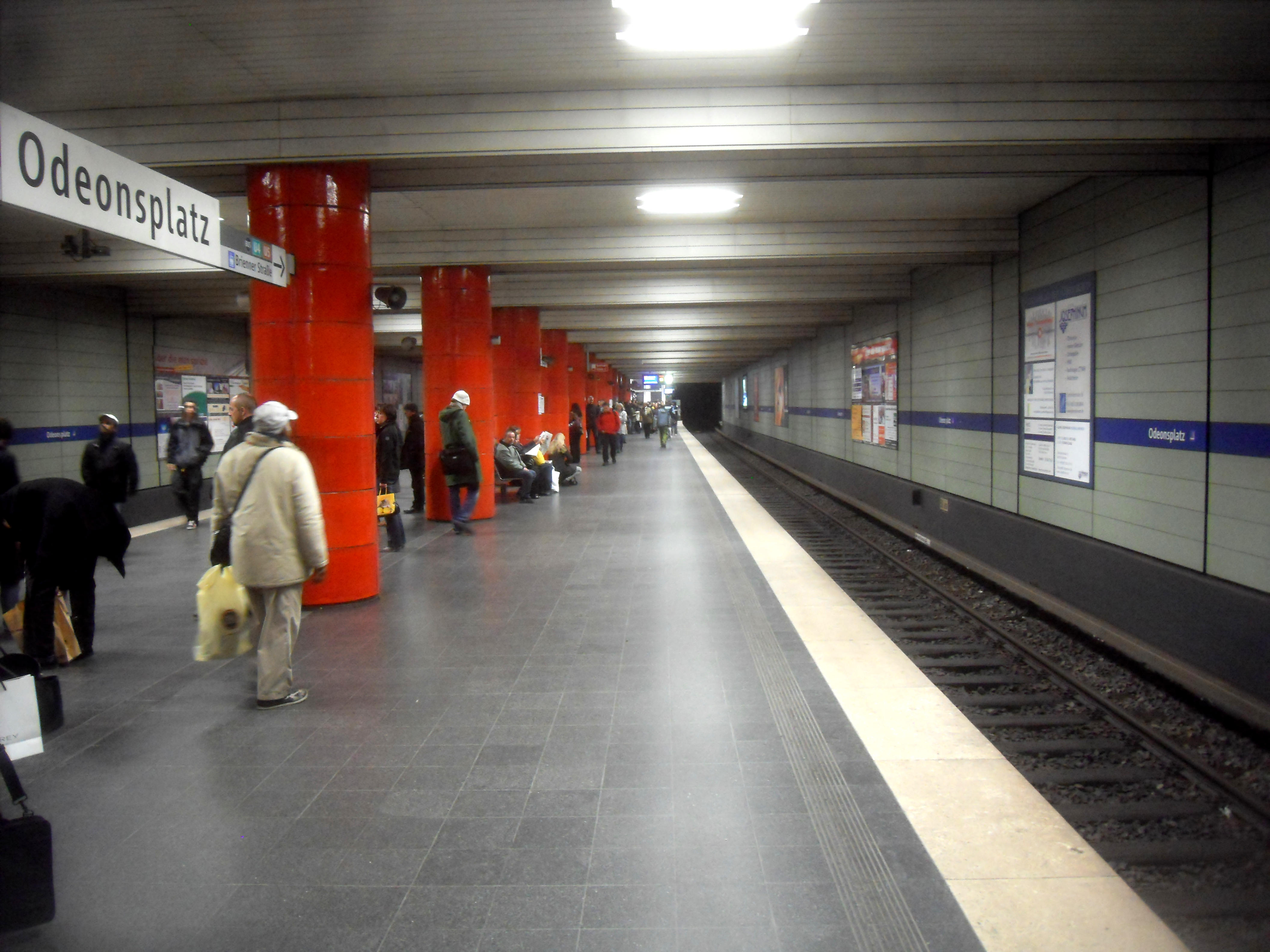
Bahnsteig der Linien U3, U6

Der U-Bahnhof der U3 und U6 gehört zu den ältesten der Münchner U-Bahn und wurde 1971 in Betrieb genommen. Der von Paolo Nestler gestaltete Bahnhof ist wie fast alle anderen U-Bahnhöfe in München 120 m lang und liegt nördlich über dem Bahnhof der Linien U4 und U5. Die Tunneldecke wird von rot gefliesten Säulen gestützt. Die nächste Station Richtung Norden unter der Ludwigstraße heißt Universität. Richtung Süden gelangt man zum Marienplatz, wo Umsteigemöglichkeiten zur S-Bahn bestehen.
| Linie | Linienverlauf |
| ----- | --- |
| U3    | Moosach – (797 m) – Moosacher St.-Martins-Platz – (880 m) – Olympia-Einkaufszentrum – (1416 m) – Oberwiesenfeld – (1061 m) – Olympiazentrum – (944 m) – Petuelring – (832 m) – Scheidplatz – (793 m) – Bonner Platz – (1042 m) – Münchner Freiheit – (579 m) – Giselastraße – (744 m) – Universität – (788 m) – Odeonsplatz – (640 m) – Marienplatz – (884 m) – Sendlinger Tor – (843 m) – Goetheplatz – (677 m) – Poccistraße – (624 m) – Implerstraße – (849 m) – Brudermühlstraße – (1149 m) – Thalkirchen – (1129 m) – Obersendling – (785 m) – Aidenbachstraße – (782 m) – Machtlfinger Straße – (1195 m) – Forstenrieder Allee – (808 m) – Basler Straße – (936 m) – Fürstenried West |
| U6    | Garching-Forschungszentrum – (2560 m) – Garching – (1827 m) – Garching-Hochbrück – (4208 m) – Fröttmaning – (830 m) – Kieferngarten – (1431 m) – Freimann – (1087 m) – Studentenstadt – (660 m) – Alte Heide – (740 m) – Nordfriedhof – (813 m) – Dietlindenstraße – (712 m) – Münchner Freiheit – (579 m) – Giselastraße – (744 m) – Universität – (788 m) – Odeonsplatz – (640 m) – Marienplatz – (884 m) – Sendlinger Tor – (843 m) – Goetheplatz – (677 m) – Poccistraße – (624 m) – Implerstraße – (1236 m) – Harras – (837 m) – Partnachplatz – (760 m) – Westpark – (1084 m) – Holzapfelkreuth – (1050 m) – Haderner Stern – (1097 m) – Großhadern – (731 m) – Klinikum Großhadern   |

### Linien U4 und U5

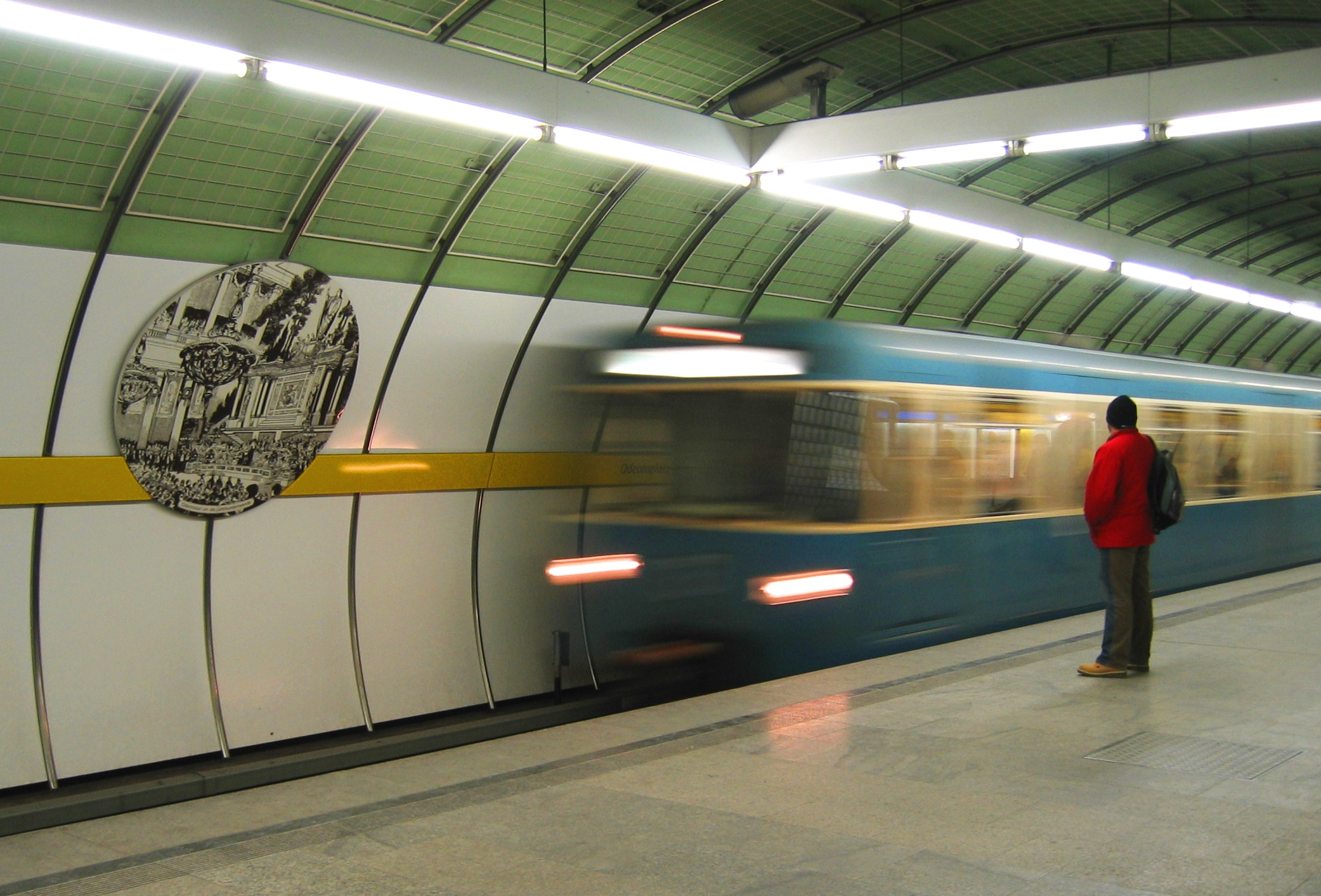
Bahnsteig der Linien U4, U5

Die Züge der U4 und U5 halten in separaten Röhren für jede Richtung. Die Wände sind im unteren Bereich mit weißen Wandpaneelen versehen und haben in der Mitte das gelbe Linienband der U4 und U5. Der obere Bereich ist nur mit einem grobmaschigen Gitter verkleidet, dahinter ist die grün gestrichene Betonwand der Tunnelröhre sichtbar. Richtung Südwesten ist der nächste Halt Karlsplatz (Stachus) mit Anschluss zur S-Bahn. Richtung Osten ist der nächste Halt der ähnlich gestaltete Bahnhof Lehel.
| Linie | Linienverlauf |
| ----- | --- |
| U4    | Westendstraße – (806 m) – Heimeranplatz – (671 m) – Schwanthalerhöhe – (927 m) – Theresienwiese – (711 m) – Hauptbahnhof – (521 m) – Karlsplatz (Stachus) – (811 m) – Odeonsplatz – (933 m) – Lehel – (928 m) – Max-Weber-Platz – (791 m) – Prinzregentenplatz – (838 m) – Böhmerwaldplatz – (552 m) – Richard-Strauss-Straße – (756 m) – Arabellapark |
| U5    | Laimer Platz – (670 m) – Friedenheimer Straße – (791 m) – Westendstraße – (806 m) – Heimeranplatz – (671 m) – Schwanthalerhöhe – (927 m) – Theresienwiese – (711 m) – Hauptbahnhof – (521 m) – Karlsplatz (Stachus) – (811 m) – Odeonsplatz – (933 m) – Lehel – (928 m) – Max-Weber-Platz – (1080 m) – Ostbahnhof – (1602 m) – Innsbrucker Ring – (982 m) – Michaelibad – (1708 m) – Quiddestraße – (778 m) – Neuperlach Zentrum – (764 m) – Therese-Giehse-Allee – (722 m) – Neuperlach Süd |

### Verbindung der beiden Bahnsteige

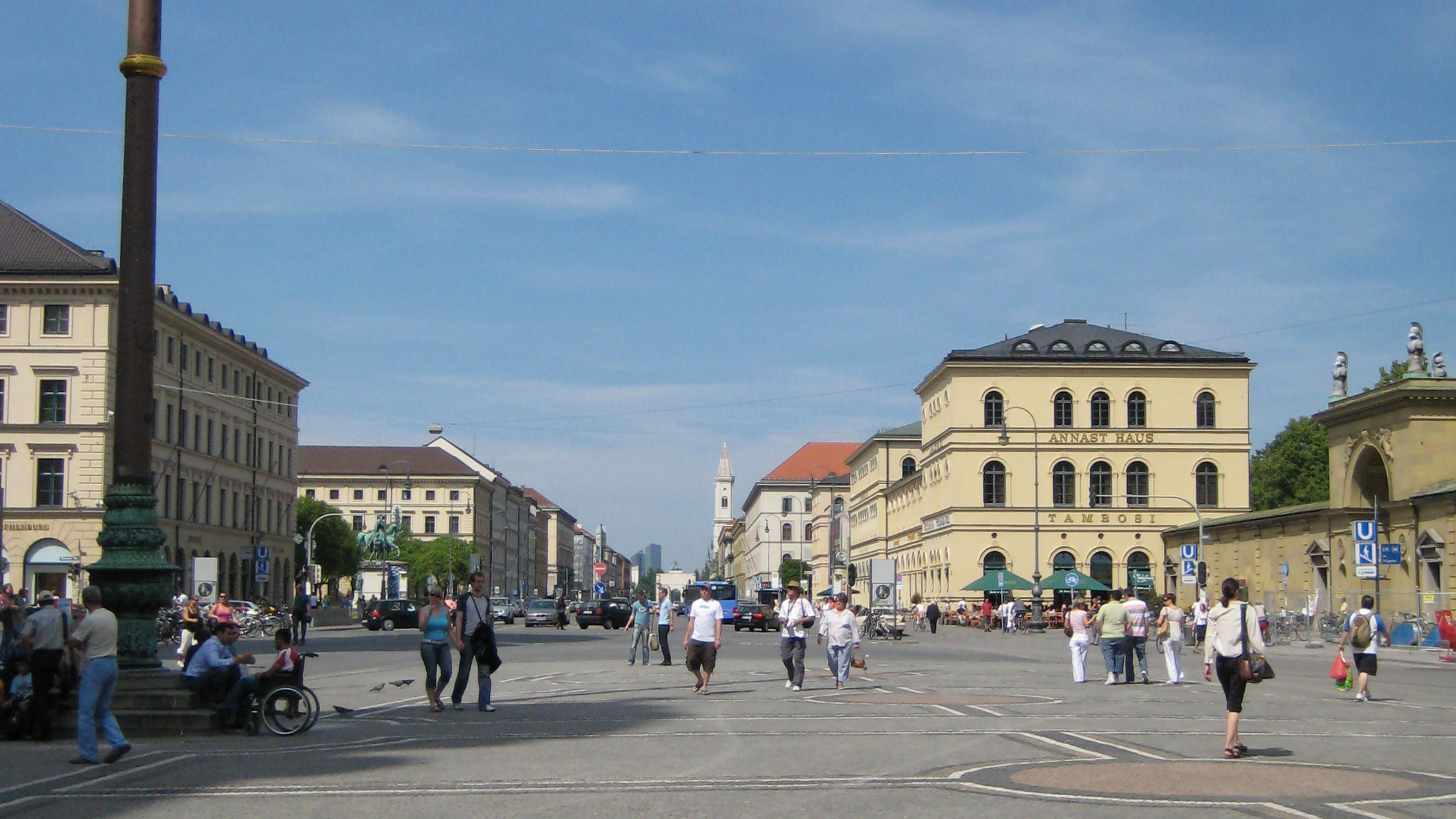
Ansicht „über der Erde“ in nördlicher Richtung.

Da die Strecken der Linien U4 und U5 erst nach der Erstellung der U3 und U6 geplant wurden, ist der Übergang am Ende des Bahnsteigs der Linien U3 und U6 sehr klein ausgefallen. Beim Bau der Nord-Süd-Linie wurde der Odeonsplatz nämlich nicht als Kreuzungsbahnhof geplant. Ein schmaler Verbindungstunnel führt vom Bahnsteig der U4/5 aus zu Fahr- und Festtreppen sowie einem Lift, der zum Bahnsteig der U3/U6 führt.

## Bus
Am Odeonsplatz hält die Museumsbuslinie 100, welche vom Hauptbahnhof zum Ostbahnhof verkehrt. Des Weiteren beginnt am Odeonsplatz die Buslinie 153. Nachts fährt hier die Nachtbuslinie N40 im 30-Minuten-Takt.